# Josef Newgarden
Josef Newgarden (Hendersonville, Tennessee, 1990. december 22. –) amerikai autóversenyző, kétszeres IndyCar-bajnok, a Team Penske versenyzője.

## Pályafutása
Newgarden gyerekkorában baseballozott és kosarazott is, mielőtt tizenkét éves korában ki nem próbálta a gokartot. 2006-ban már két gokartos szériában is bajnoki címet szerzett. Még ugyanebben az évben elindult első formulaautós bajnokságában, a Skip Barber Racing School bajnokságban, ahol második helyen végezett, majd két évvel később is ugyanebben a pozícióban zárt. 2009-ben a Brit Formula Ford sorozatban indult, ahol ismételten második lett.

### GP3
2010-ben Európában próbált szerencsét, ahol az legelső GP3 sorozatban indult a Carlin színeiben. Az első négy forduló során nem tudott pontot szerezni, majd a hockenheimringi időmérőn megszerezte a pole-pozíciót, de pontot ismét nem szerzett. Az utolsó versenyekig kellett várnia az első pontokra, legjobb helyezése egy ötödik hely volt a szezonzáróról.

### Indy Lights
2011-re visszatért Amerikába és az IndyCar előszobájának számított Indy Lights bajnokságban talált magának helyet. A Sam Schmidt Motorsports színeiben megnyerte rögtön az első versenyét, majd legközelebb az Indianapolisi 500 betétfutamán, a Freedom 100-on tudott győzedelmeskedni.

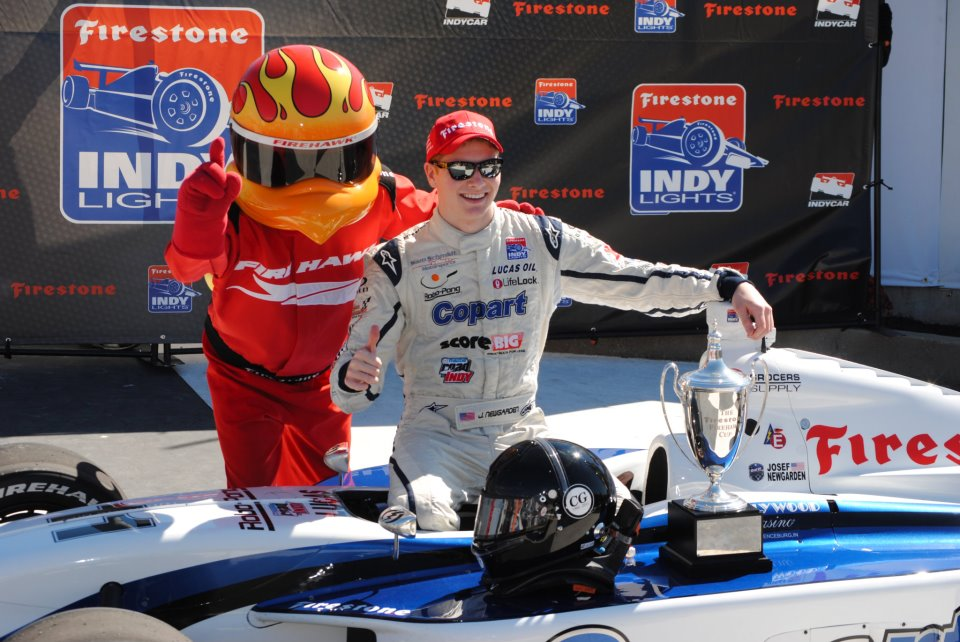
Newgarden, miután megszerezte az Indy Lights bajnoki címet

A szezon 14 futama során 5 győzelmet aratott és csupán négyszer maradt le a dobogóról. A Hew Hampshire-i oválversenyen az egész mezőnyt lekörözve tudta megnyerni a viadalt. Az év végén majd' százpontos előnnyel nyerte meg a bajnokságot egy futammal a vége előtt, Esteban Guerrierit megelőzve.

### IndyCar

#### Sarah Fisher Hartman Racing
2012-re a Sarah Fisher Hartman Racing szerződtette le az IndyCarba a teljes szezonra. Az év során egyszer sem fért be a Top 10-be, legjobb helyezése az első versenyen elért 11. helye volt. A sonomai futamon Newgarden nagy balesetet szenvedett Sébastien Bourdais-vel, mely során eltörte a bal mutatóujját. A következő futamon így Bruno Junqueira helyettesítette. A következő éve jobban kezdődött, a második futamon kilencedik, a negyediken pedig ötödik lett. A szezon során még Poconóban és Houstonban végzett a legjobb ötben, de legjobb helyezése egy második hely volt Baltimore-ból, ami egyben az első dobogós helyezése is volt. A szezont az előző 23. helyezéséhez képest a 14. helyen zárta, a következő évben pedig még egy helyet előre jött. A következő esztendőben az első tíz futamon csak kétszer szerepelt a legjobb tízben, azután viszont Iowában kis híján megszerezte a győzelmet, ám az utolsó boxkiállásánál felmerülő problémák miatt csak a második helyen zárt.

#### CFH Racing
2015-ben a Sarah Fisher Hartman Racing és az Ed Carpenter Racing összeolvadásából létrejövő CFH Racing pilótája lett. A csapat húzóembereként a szezon negyedik versenyén Alabamában megszerezte első győzelmét, majd ezt pár fordulóval később Torontóban meg tudta ismételni. Ezután még két oválversenyen lett második, az év végét pedig a hetedik helyen zárta.

#### Ed Carpenter Racing
Sarah Fisher kivonulása után Newgarden az újra megalakuló Ed Carpenter Racing csapatnál maradt. Alabamában ismét jól szerepelt, ezúttal a harmadik lett, de indianapolisban ennél is jobban szerepelt. Az időmérőt a második helyen zárta, majd a futamon a győzelemre is esélyes volt, de végül a harmadik helyen végzett Rossi és Muñoz mögött. Pár futammal később Texasban hatalmas balesetet szenvedett, mely során eltörte a jobb kezét és vállát is. A rehabilitációja utáni első versenyén a legjobb tízben végzett, de a következő futamon ezt is túlszárnyalta. Iowában 28 nappal a balesete után abszolút dominanciával nyerte meg a versenyt. A 300 körből 282-t töltött az élen, ami rekordnak számít az IndyCarban. Ennek is köszönhetően az összetettet a negyedik helyen zárta.

#### Team Penske
2016 októberében bejelentették, hogy a 2017-es szezonban Newgarden a Team Penske csapatával fog versenyezni. Rögtön a harmadik versenyén az új csapatával megnyerte újfent az alabamai versenyt. Egész évben bajnokesélyesként tekintettek rá, majd a legjobbkor kezdett formába lendülni. Az év utolsó hat versenyéből hármat megnyert, kettőn pedig második lett. A szezonzárón megszerezte karrierje csupán második pole-pozícióját, majd a versenyen elért második helyével megnyerte a bajnokságot első penskes évében.

## Eredményei

### Teljes GP3-as eredménysorozata
(Táblázat értelmezése)

(Félkövér: pole-pozícióból indult; dőlt: leggyorsabb kört futott) 

| Év   | Csapat | 1          | 2          | 3          | 4          | 5          | 6          | 7          | 8          | 9          | 10         | 11        | 12         | 13         | 14         | 15        | 16        | Helyezés | Pont |
| ---- | ------ | ---------- | ---------- | ---------- | ---------- | ---------- | ---------- | ---------- | ---------- | ---------- | ---------- | --------- | ---------- | ---------- | ---------- | --------- | --------- | -------- | ---- |
| 2010 | Carlin | ESP FEA Ki | ESP SPR 16 | TUR FEA 10 | TUR SPR 23 | VAL FEA Ki | VAL SPR 26 | GBR FEA 16 | GBR SPR 11 | GER FEA 18 | GER SPR 19 | HUN FEA 7 | HUN SPR Ki | BEL FEA Ni | BEL SPR 21 | ITA FEA 7 | ITA SPR 5 | 18.      | 8    |

### Teljes Indy Lights eredménysorozata
(Táblázat értelmezése)

(Félkövér: pole-pozícióból indult; dőlt: leggyorsabb kört futott) 

| Év   | Csapat                  | 1     | 2     | 3      | 4      | 5     | 6     | 7     | 8     | 9     | 10    | 11    | 12    | 13    | 14    | Helyezés | Pont |
| ---- | ----------------------- | ----- | ----- | ------ | ------ | ----- | ----- | ----- | ----- | ----- | ----- | ----- | ----- | ----- | ----- | -------- | ---- |
| 2011 | Sam Schmidt Motorsports | STP 1 | ALA 6 | LBH 13 | INDY 1 | MIL 2 | IOW 1 | TOR 8 | EDM 2 | EDM 1 | TRO 3 | NHM 1 | BAL 2 | KTY 2 | LVS 9 | 1.       | 553  |

### Teljes IndyCar eredménysorozata
| Év   | Csapat                      | 1       | 2      | 3      | 4      | 5       | 6       | 7      | 8      | 9      | 10     | 11     | 12     | 13     | 14     | 15     | 16     | 17     | 18     | 19     | Helyezés | Pont |
| ---- | --------------------------- | ------- | ------ | ------ | ------ | ------- | ------- | ------ | ------ | ------ | ------ | ------ | ------ | ------ | ------ | ------ | ------ | ------ | ------ | ------ | -------- | ---- |
| 2012 | Sarah Fisher Hartman Racing | STP 11  | ALA 17 | LBH 26 | SAO 23 | INDY 25 | DET 15  | TXS 13 | MIL 25 | IOW 19 | TOR 13 | EDM 17 | MDO 12 | SNM 23 | BAL    | FON 15 |        |        |        |        | 23.      | 200  |
| 2013 | Sarah Fisher Hartman Racing | STP 23  | ALA 9  | LBH 13 | SAO 5  | INDY 28 | DET 7   | DET 16 | TXS 8  | MIL 11 | IOW 15 | POC 5  | TOR 23 | TOR 11 | MDO 23 | SNM 24 | BAL 2  | HOU 5  | HOU 13 | FON 20 | 14.      | 348  |
| 2014 | Sarah Fisher Hartman Racing | STP 9   | LBH 19 | ALA 8  | IMS 17 | INDY 30 | DET 20  | DET 17 | TXS 11 | HOU 20 | HOU 20 | POC 8  | IOW 2  | TOR 20 | TOR 13 | MDO 12 | MIL 5  | SNM 6  | FON 10 |        | 13.      | 406  |
| 2015 | CFH Racing                  | STP 12  | NLA 9  | LBH 7  | ALA 1  | IMS 20  | INDY 9  | DET 8  | DET 21 | TXS 21 | TOR 1  | FON 21 | MIL 5  | IOW 2  | MDO 13 | POC 2  | SNM 21 |        |        |        | 7.       | 431  |
| 2016 | Ed Carpenter Racing         | STP 22  | PHX 6  | LBH 10 | ALA 3  | IMS 21  | INDY 3  | DET 14 | DET 4  | ROA 8  | IOW 1  | TOR 22 | MDO 10 | POC 4  | TXS 22 | WGL 2  | SNM 6  |        |        |        | 4.       | 502  |
| 2017 | Team Penske                 | STP 8   | LBH 3  | ALA 1  | PHX 9  | IMS 11  | INDY 19 | DET 4  | DET 2  | TXS 13 | ROA 2  | IOW 6  | TOR 1  | MDO 1  | POC 2  | GTW 1  | WGL 18 | SNM 2  |        |        | 1.       | 642  |
| 2018 | Team Penske                 | STP 7   | PHX 1  | LBH 7  | ALA 1  | IMS 11  | INDY 8  | DET 9  | DET 15 | TXS 13 | ROA 1  | IOW 4  | TOR 9  | MDO 4  | POC 5  | GTW 7  | POR 10 | SNM 8  |        |        | 5.       | 560  |
| 2019 | Team Penske                 | STP 1   | COA 2  | ALA 4  | LBH 2  | IMS 15  | INDY 4  | DET 1  | DET 19 | TXS 1  | ROA 3  | TOR 4  | IOW 1  | MDO 14 | POC 5  | GTW 7  | POR 5  | LAG 8  |        |        | 1.       | 641  |
| 2020 | Team Penske                 | TXS 3   | IMS 7  | ROA 14 | ROA 9  | IOW 5   | IOW 1   | INDY 5 | GTW 12 | GTW 1  | MDO 2  | MDO 8  | IMS 1  | IMS 4  | STP 1  |        |        |        |        |        | 2.       | 521  |
| 2021 | Team Penske                 | ALA 23  | STP 2  | TXS 6  | TXS 2  | IMS 4   | INDY 12 | DET 10 | DET 2  | ROA 21 | MDO 1  | NSH 10 | IMS 8  | GTW 1  | POR 5  | LAG 7  | LBH 2  |        |        |        | 2.       | 511  |
| 2022 | Team Penske                 | STP 16  | TXS 1  | LBH 1  | ALA 14 | IMS 25  | INDY 13 | DET 4  | ROA 1  | MDO 7  | TOR 10 | IOW 1  | IOW 24 | IMS 5  | NSH 6  | GTW 1  | POR 8  | LAG 2  |        |        | 2.       | 544  |
| 2023 | Team Penske                 | STP 17  | TXS 1  | LBH 9  | ALA 15 | IMS 7   | INDY 1  | DET 10 | ROA 2  | MDO 12 | TOR 5  | IOW 1  | IOW 1  | NSH 4  | IMS 25 | GTW 25 | POR 5  | LAG 21 |        |        | 5.       | 479  |
| 2024 | Team Penske                 | STP DSQ | TRM2 8 | LBH 4  | ALA 16 | IMS 17  | INDY 1  | DET    | ROA    | LAG    | MDO    | IOW    | IOW    | TOR    | GTW    | POR    | MIL    | MIL    | NSH    |        | 7.       | 122* |

* A szezon jelenleg is zajlik.
2 A verseny nem számít bele a bajnokságba

#### Indianapolis 500
| Év   | Kasztni | Motor     | Rajthely | Helyezés | Csapat                      |
| ---- | ------- | --------- | -------- | -------- | --------------------------- |
| 2012 | Dallara | Honda     | 7        | 25       | Sarah Fisher Hartman Racing |
| 2013 | Dallara | Honda     | 25       | 28       | Sarah Fisher Hartman Racing |
| 2014 | Dallara | Honda     | 8        | 30       | Sarah Fisher Hartman Racing |
| 2015 | Dallara | Chevrolet | 9        | 9        | CFH Racing                  |
| 2016 | Dallara | Chevrolet | 2        | 3        | Ed Carpenter Racing         |
| 2017 | Dallara | Chevrolet | 22       | 19       | Team Penske                 |
| 2018 | Dallara | Chevrolet | 4        | 8        | Team Penske                 |
| 2019 | Dallara | Chevrolet | 8        | 4        | Team Penske                 |
| 2020 | Dallara | Chevrolet | 13       | 5        | Team Penske                 |
| 2021 | Dallara | Chevrolet | 21       | 12       | Team Penske                 |
| 2022 | Dallara | Chevrolet | 14       | 13       | Team Penske                 |
| 2023 | Dallara | Chevrolet | 17       | 1        | Team Penske                 |
| 2024 | Dallara | Chevrolet | 3        | 1        | Team Penske                 |

### Daytonai 24 órás autóverseny
| Év   | Csapat                    | Csapattárs                                  | Autó            | Kategória | Kör | Összetett Helyezés | Kategória Helyezés |   |
| ---- | ------------------------- | ------------------------------------------- | --------------- | --------- | --- | ------------------ | ------------------ | - |
| 2023 | Tower Motorsports         | John Farano Scott McLaughlin Kyffin Simpson | Oreca 07-Gibson | LMP2      | 759 | 5.                 | 11.                |   |
| 2024 | Porsche Penske Motorsport | Felipe Nasr Matt Campbell Dane Cameron      | Porsche 963     | GTP       | 791 | 1.                 | 1.                 | - |